# منتدى أماسي البيضاء الثقافي

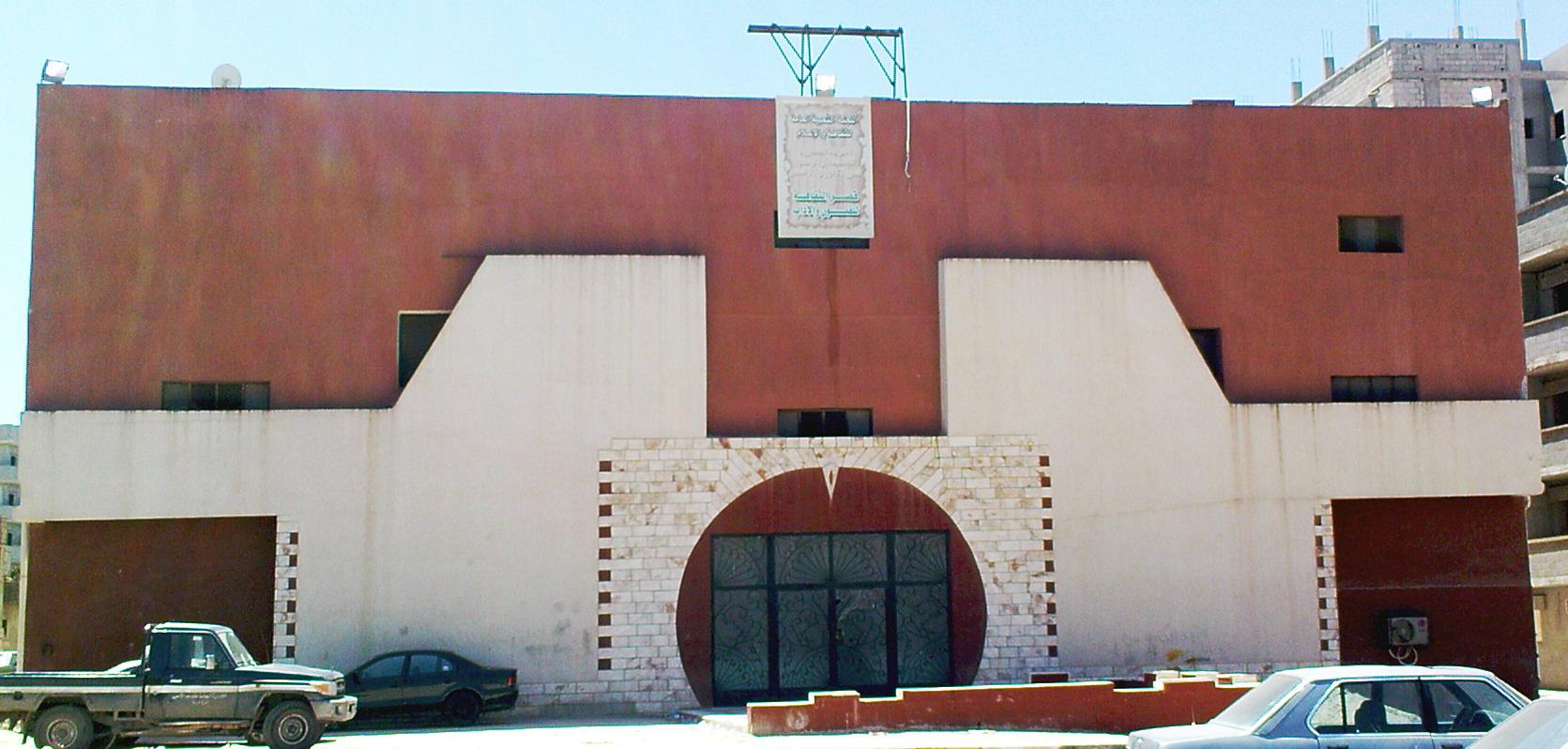

منتدي أماسي البيضاء الثقافي هو أحد الجمعيات الثقافية في مدينة البيضاء الليبية. الجمعية افتتحت رسميا في 18 يناير العام 2009،، المركز يعد ملتقى للفنانين والأدباء والمثقفين في المدينة، كما يقوم البيت الذي يتخذ من مقر السينما القديمة في المدينة مركزا له بتنظيم مهرجانات فنية وثقافية منها مهرجان الراحل فضل المبروك والذي تم تنظيمه في يوليو 2009، إضافة إلى إقامة نشاطات موسيقية ومسرحية وشعرية ومعارض فنون تشكيلية وعرض أفلام لمخرجين ليبيين وهو الآن صار من أهم المنتديات الثقافية في ليبيا حيث أقيم لحد الآن 30 أمسية و27 نشاطا.

## مواضيع ذات علاقة
- البيضاء